# ویلکرسون (کالیفرنیا)
ویلکرسون (به انگلیسی: Wilkerson) یک منطقهٔ مسکونی در ایالات متحده آمریکا است که در شهرستان اینیو، کالیفرنیا واقع شده‌است. ویلکرسون ۱۴٫۸۳۵ کیلومتر مربع مساحت و ۵۶۳ نفر جمعیت دارد.